# Podwichnięcie Chassaignac
Uzasadnienie:  Oba artykuły opisują tzw "łokieć piastunki"
Podwichnięcie Chassaignac – podwichnięcie głowy kości promieniowej u małych dzieci; powstaje przy szarpnięciu dziecka za rączkę przy wyprostowanym stawie łokciowym i nawróconym przedramieniu. Głowa kości promieniowej jest przemieszczona pod więzadło pierścieniowate kości promieniowej. Określane bywa jako "zwichnięcie piastunki" (ang. nursemaid's elbow). Wymaga natychmiastowego nastawienia przez lekarza.